# Purworejo
Purworejo – miasto w Indonezji na Jawie w prowincji Jawa Środkowa; 109 tys. mieszkańców (2006); ośrodek administracyjny dystryktu Purworejo.
Ośrodek regionu rolniczego (uprawa ryżu, trzciny cukrowej); przemysł spożywczy i włókienniczy; w pobliżu wydobycie rud manganu.